# 봄여름가을겨울 2
《나의 아름다운 노래가 당신의 마음을 깨끗하게 할 수 있다면》은 봄여름가을겨울의 두 번째 정규 앨범이다. CD판 기준으로 타이틀 곡은 2번 트랙의 〈어떤이의 꿈〉과 5번 트랙의 〈내 품에 안기어〉이다.

## 수록곡
1. 나의 아름다운 노래가 당신의 마음을 깨끗하게 할 수 있다면... [Instumental]
2. 어떤이의 꿈
3. 쓸쓸한 오후
4. 봄 여름 가을 겨울
5. 내품에 안기어
6. 그대, 별이 지는 밤으로 [Instumental]
7. 하루가 가고 또 하루가 오면
8. 열일곱 그리고 스물넷
9. 사랑해 (오직 그대만)
10. 못다한 내 마음을... [Instrumental]